# Weibel-Palade-Körperchen
Weibel-Palade-Körperchen (WPK) sind circa 0,1 × 2 µm große Zellorganellen, die überwiegend kernnah im Zytoplasma der Zellen der Blutgefäßinnenwände vorliegen. In ihrer tubulären Binnenstruktur speichern sie den Von-Willebrand-Faktor, der die Blutgerinnung fördert, Interleukin-8, das weiße Blutkörperchen anlockt, das transmembranäre Protein P-Selectin, welches selbige bindet und Angiopoietin-2, das Stammzellen mobilisiert. Durch physiologische Agonisten, wie Thrombin, Histamin oder Harnsäure, die bei Minderversorgung von Geweben mit Sauerstoff (Ischämie) entsteht, kann binnen Sekunden eine Ausschüttung dieser Stoffe in die direkte Zellumgebung induziert werden. Bei Vorliegen entzündlicher Reaktionen verdoppelt sich die Anzahl der Weibel-Palade-Körperchen nahezu.
Im Rahmen einer direkten Darstellung der Zellorganellen mit Hilfe eines Transmissionselektronenmikroskops zeigen sich meist nur wenige kleine Anschnitte der Weibel-Palade-Körperchen. Via Immunfluoreszenz lassen sich diese in Form und Größe charakteristischen Vesikel jedoch leicht darstellen, wenn sie aufgrund ihrer intensiven Expression von Faktor-VIII-Antigen mit hochspezifischen fluoreszierenden Antikörpern markiert werden.